# Campionato europeo maschile di pallacanestro Under-18 2000
Il 19º Campionato europeo di pallacanestro maschile Under-18 (noto anche come FIBA Europe Under-18 Championship 2000) si è svolto in Croazia, presso Zara, dal 14 al 23 luglio 2000.

## Squadre partecipanti
- Slovenia
- Francia
- Grecia
- Italia
- Lettonia
- Lituania

- Jugoslavia
- Russia
- Croazia
- Israele
- Spagna
- Bulgaria

## Primo turno
Le squadre sono divise in 2 gruppi da 6 squadre ciascuno, con gironi all'italiana. Le prime quattro si qualificano per la fase successiva ad eliminazione diretta, mentre le ultime giocano per il 9-12 posto.

### Gruppo A
| Team          | Pt | V - P | PF - PS   | Dp  |
| ------------- | -- | ----- | --------- | --- |
| 1. Jugoslavia | 9  | 4 - 1 | 392 - 351 | +41 |
| 2. Italia     | 8  | 3 - 2 | 332 - 319 | +13 |
| 3. Lettonia   | 7  | 2 - 3 | 326 - 334 | -8  |
| 4. Lituania   | 7  | 2 - 3 | 336 - 356 | -20 |
| 5. Israele    | 7  | 2 - 3 | 325 - 316 | +9  |
| 6. Spagna     | 7  | 2 - 3 | 334 - 369 | -35 |

### Gruppo B
| Team        | Pt | V - P | PF - PS   | Dp   |
| ----------- | -- | ----- | --------- | ---- |
| 1. Croazia  | 10 | 5 - 0 | 409 - 341 | +68  |
| 2. Francia  | 9  | 4 - 1 | 365 - 263 | +102 |
| 3. Russia   | 7  | 2 - 3 | 336 - 338 | -2   |
| 4. Grecia   | 7  | 2 - 3 | 354 - 367 | -13  |
| 5. Slovenia | 7  | 2 - 3 | 328 - 357 | -29  |
| 6. Bulgaria | 5  | 0 - 5 | 321 - 447 | -126 |

## Fase a eliminazione diretta

### Quarti di finale
|  | Quarti di finale 1º/4º posto | Quarti di finale 1º/4º posto |         |        | Semifinali 1º/4º posto | Semifinali 1º/4º posto |  |  | Finale 1º/2º posto | Finale 1º/2º posto |
|  |                              |                              |         |        |                        |                        |  |  |                    |                    |
|  |                              |                              |         |        |                        |                        |  |  |                    |                    |
|  |                              |                              |         |        |                        |                        |  |  |                    |                    |
|  | Francia                      | 59                           |         |        |                        |                        |  |  |                    |                    |
|  | Francia                      | 59                           |         |        |                        |                        |  |  |                    |                    |
|  | Lettonia                     | 53                           |         |        |                        |                        |  |  |                    |                    |
|  | Lettonia                     | 53                           | Francia | 71     |                        |                        |  |  |                    |                    |
|  |                              |                              | Francia | 71     |                        |                        |  |  |                    |                    |
|  |                              | Grecia                       | 57      |        |                        |                        |  |  |                    |                    |
|  | Jugoslavia                   | Grecia                       | 57      | 82     |                        |                        |  |  |                    |                    |
|  | Jugoslavia                   |                              |         | 82     |                        |                        |  |  |                    |                    |
|  | Grecia                       | 83                           |         |        |                        |                        |  |  |                    |                    |
|  | Grecia                       | 83                           | Francia | 65     |                        |                        |  |  |                    |                    |
|  |                              |                              | Francia | 65     |                        |                        |  |  |                    |                    |
|  |                              | Croazia                      | 64      |        |                        |                        |  |  |                    |                    |
|  | Italia                       | Croazia                      | 64      | 72     |                        |                        |  |  |                    |                    |
|  | Italia                       |                              |         | 72     |                        |                        |  |  |                    |                    |
|  | Russia                       | 49                           |         |        |                        |                        |  |  |                    |                    |
|  | Russia                       | 49                           | Italia  | 62     | Finale 3º/4º posto     | Finale 3º/4º posto     |  |  |                    |                    |
|  |                              |                              | Italia  | 62     | Finale 3º/4º posto     | Finale 3º/4º posto     |  |  |                    |                    |
|  |                              | Croazia                      | 70      |        |                        |                        |  |  |                    |                    |
|  | Croazia                      | Croazia                      | 70      | 83     | Grecia                 | 71                     |  |  |                    |                    |
|  | Croazia                      |                              |         | 83     | Grecia                 | 71                     |  |  |                    |                    |
|  | Lituania                     | 73                           |         | Italia | 65                     |                        |  |  |                    |                    |
|  | Lituania                     | 73                           |         |        | 65                     |                        |  |  |                    |                    |
|  |                              |                              |         |        |                        |                        |  |  |                    |                    |
|  |                              |                              |         |        |                        |                        |  |  |                    |                    |

### Tabellone 5º-8º posto
|  | Semifinali 5º/8º posto | Semifinali 5º/8º posto | Semifinali 5º/8º posto |        |            | Finale 5º/6º posto | Finale 5º/6º posto | Finale 5º/6º posto |  |
|  |                        |                        |                        |        |            |                    |                    |                    |  |
|  | Lettonia               | Lettonia               | 75                     |        |            |                    |                    |                    |  |
|  | Lettonia               | Lettonia               | 75                     |        |            |                    |                    |                    |  |
|  | Jugoslavia             | Jugoslavia             | 95                     |        |            |                    |                    |                    |  |
|  | Jugoslavia             | Jugoslavia             | 95                     |        | Jugoslavia | Jugoslavia         | 78                 |                    |  |
|  |                        |                        |                        |        | Jugoslavia | Jugoslavia         | 78                 |                    |  |
|  |                        |                        | Russia                 | Russia | 73         |                    |                    |                    |  |
|  | Russia                 | Russia                 | Russia                 | Russia | 73         | 64                 |                    |                    |  |
|  | Russia                 | Russia                 |                        |        |            | 64                 |                    |                    |  |
|  | Lituania               | Lituania               | 61                     |        |            | Finale 7º/8º posto | Finale 7º/8º posto | Finale 7º/8º posto |  |
|  | Lituania               | Lituania               | 61                     |        |            |                    |                    |                    |  |
|  |                        |                        |                        |        |            |                    |                    |                    |  |
|  |                        |                        |                        |        |            | Lettonia           | Lettonia           | 65                 |  |
|  |                        |                        |                        |        |            | Lettonia           | Lettonia           | 65                 |  |
|  |                        |                        |                        |        |            | Lituania           | Lituania           | 69                 |  |

### Tabellone dal 9º al 12º posto
|  | Semifinali 9º/12º posto | Semifinali 9º/12º posto | Semifinali 9º/12º posto |         |          | Finale 9º/10º posto  | Finale 9º/10º posto  | Finale 9º/10º posto  |  |
|  |                         |                         |                         |         |          |                      |                      |                      |  |
|  | Slovenia                | Slovenia                | 73                      |         |          |                      |                      |                      |  |
|  | Slovenia                | Slovenia                | 73                      |         |          |                      |                      |                      |  |
|  | Spagna                  | Spagna                  | 66                      |         |          |                      |                      |                      |  |
|  | Spagna                  | Spagna                  | 66                      |         | Slovenia | Slovenia             | 53                   |                      |  |
|  |                         |                         |                         |         | Slovenia | Slovenia             | 53                   |                      |  |
|  |                         |                         | Israele                 | Israele | 51       |                      |                      |                      |  |
|  | Israele                 | Israele                 | Israele                 | Israele | 51       | 73                   |                      |                      |  |
|  | Israele                 | Israele                 |                         |         |          | 73                   |                      |                      |  |
|  | Bulgaria                | Bulgaria                | 61                      |         |          | Finale 11º/12º posto | Finale 11º/12º posto | Finale 11º/12º posto |  |
|  | Bulgaria                | Bulgaria                | 61                      |         |          |                      |                      |                      |  |
|  |                         |                         |                         |         |          |                      |                      |                      |  |
|  |                         |                         |                         |         |          | Spagna               | Spagna               | 100                  |  |
|  |                         |                         |                         |         |          | Spagna               | Spagna               | 100                  |  |
|  |                         |                         |                         |         |          | Bulgaria             | Bulgaria             | 67                   |  |

## Classifica finale
| Campione d'Europa | Campione d'Europa | Campione d'Europa |
| --- | ----------------- | --- |
| Francia 4 Michalski, 5 Turiaf, 6 Szaszczak, 7 Muller, 8 Pietrus, 9 Parker, 10 Frappreau, 11 Yango, 12 Mouillard, 13 Diaw, 14 Nijean, 15 Diawara. |                   | |
| Argento | Croazia           | 4 Moric, 5 Pulja, 6 Popović, 7 Lončar, 8 L. Gligora, 9 M. Gligora, Planinić, 11 Cuzela, 12 Dijan, 13 Rozić, 14 Krolo, 15 Vrsaljko                                    |
| Bronzo | Grecia            | 4 Misiakos, 5 Zīsīs, 6 Koumpouras, 7 Tapoutos, 8 Markopoulos, 9 Spanoulīs, 10 Giannakopoulos, 11 Kontostanos, 12 Georgitsis, 13 Tsiaras, 14 Georgiadis, 15 Andritsos |
| 4. | Italia            | |
| 5. | Jugoslavia        | |
| 6. | Russia            | |
| 7. | Lituania          | |
| 8. | Lettonia          | |
| 9. | Slovenia          | |
| 10. | Israele           | |
| 11. | Spagna            | |
| 12. | Bulgaria          | |

## Premi individuali

### MVP del torneo
- Tony Parker

### Miglior quintetto del torneo
- Tony Parker
- Beno Udrih
- Zoran Planinić
- Viktor Chrjapa
- Blagota Sekulić